# Scicli
Scicli – miejscowość i gmina we Włoszech, w regionie Sycylia, w prowincji Ragusa.
Według danych na rok 2004 gminę zamieszkiwało 25 560 osób, 186,6 os./km².